# Електрична лампа
Електрична лампа — це пристрій для створення видимого світла під дією електричного струму.На рис. — лампа розжарювання (ліворуч) і люмінесцентна лампа (праворуч). Це є найпоширеніший спосіб формування штучного світла і є дуже важливим для сучасного суспільства, оскільки забезпечує його світлом у середині будинків і зовнішнім освітленням для вечірньої і нічної діяльності.
Невеликі лампи зазвичай, називають лампочками. Лампи як правило, мають основу виконану з кераміки, металу, скла або пластику, що дозволяє безпечно помістити лампу в патрон світильника. Електричне з'єднання до патрона може виконуватись з гвинтовим різьбленням, двома металевими штекерами, ковпачками або багнетною кришкою.
Існує три основні види електричних ламп: лампа розжарення, яка виробляє світло за допомогою нитки розжарення, спеціального елементу розігрітого до біла електричним струмом, газорозрядні лампи, які виробляють світло за допомогою дугового електричного розряду в газовому середовищі, і світлодіодні лампи, які виробляють світло потоком електронів в напівпровіднику.
До того як електричне освітлення стало звичайним явищем на початку 20-го століття, люди користувалися свічками, гасовими лампами, олійними лампами, і вогнем. Першу лампочку винайшов Гемфрі Деві в 1802, після чого відбулося перше практичне дослідження газорозрядного світла 1806 року. У 1870-их, газорозрядна лампа Деві була успішно комерціалізована, і використовувалась для освітлення багатьох публічних просторів. Розвиток елементів розжарення зі стійким світінням, які б були придатними до використання в приміщенні, посів більше часу, але на початку двадцятого століття, винахідники успішно розробили варіанти, які дозволили замінити газорозрядні лампи лампами розжарення.

## Види
До типів електричного освітлення можна віднести:
- Лампи розжарення, які нагрівають матеріал всередині скляної колби
  - Галогенові лампи — лампи розжарення, які використовують колбу з кварцового скла заповнену газом галогену
- Світлодіодні лампи, твердотільна лампа, яка використовує світлодіоди (LED) як джерело світла
- Дугова лампа
  - Ксенонова дугова лампа
  - Меркурій-ксенонова лампа
  - Ultra-high-performance лампи, ртутна газорозрядна лампа з дуже високим тиском, що використовується в проекторах
  - Металгалогенові лампи
- Газорозрядні лампи, які утворюють світло електричним розрядом через іонізований газ
  - Люмінесцентна лампа
    - Компактна люмінесцентна лампа — люмінесцентна лампа створена замінити звичайну лампу розжарення

  - Неонова лампа
  - Ртутна газорозрядна лампа
  - Натрієва газорозрядна лампа
  - Сірна лампа
  - Безелектродна лампа — газорозрядна лампа, в якій енергія передається ззовні колби до газу за допомогою електромагнітного поля.

## Вуличне освітлення
Загальної кількості джерел штучного світла (особливо вуличного) настільки багато, що його достатньо аби легко бачити міста вночі з висоти польоту або космосу. Це світло є джерелом світлового забруднення, що турбує астрономів та інших науковців.

## Позначення ламп в електричних схемах
В електричних схемах лампи зазвичай позначаються наступними символами:
|                                                                            |
| Перехрестя в середині кола, який зазвичай показує лампу в ролі індикатору. |

|                                                                  |
| Напівкруглий вигин в колі, який зазвичай показує джерело світла. |

|                                            |
| Інше позначення лампи в електричній схемі. |